# Sambas de Enredo 2017
Sambas de Enredo 2017 é um álbum com as músicas das escolas de samba do Grupo Especial do Rio de Janeiro para o carnaval do ano de 2017. Foi lançado no dia 1 de dezembro de 2016, pela Universal Music em parceria com a Gravadora Escola de Samba (Gravasamba) e com a produtora fonográfica Editora Musical Escola de Samba (Edimusa). Com menos de dois meses de venda, se tornou o álbum mais vendido no Brasil no ano de 2016.
O disco foi gravado e produzido entre outubro e novembro de 2016, após as agremiações realizarem suas disputas de samba-enredo. Na primeira etapa da produção, foram gravadas ao vivo, na Cidade do Samba, a bateria das escolas e o coro com a participação das comunidades. Na segunda etapa, foram gravadas as bases musicais e as vozes dos intérpretes no estúdio Cia. dos Técnicos, em Copacabana, no Rio. O CD foi produzido por Laíla e Mário Jorge Bruno, com direção artística de Zacarias Siqueira de Oliveira, e arranjos musicais de Alceu Maia, Jorge Cardoso e Rafael Prates.
Campeã do carnaval de 2016, a Mangueira estampa a capa do álbum e é a faixa de abertura do disco com um samba sobre a religiosidade brasileira. Vice-campeã de 2016, a Unidos da Tijuca estampa a contracapa e apresenta um samba sobre a musicalidade dos Estados Unidos. A faixa da Portela tem como tema os rios e homenageia a própria escola. O samba do Salgueiro faz uma analogia entre a obra "Divina Comédia", do escritor italiano Dante Alighieri, e o carnaval carioca. A obra da Beija-Flor é inspirada no romance Iracema, do escritor brasileiro José de Alencar. O samba da Imperatriz Leopoldinense, sobre os povos indígenas da região do Xingu, foi repudiado por diversas entidades ligadas ao agronegócio, que interpretaram a obra da escola como uma crítica ao setor. O samba da Grande Rio homenageia a cantora Ivete Sangalo, que participa da gravação da faixa junto com o intérprete Emerson Dias. A obra da Vila Isabel tem como tema a influência africana na música. A história que culminou na construção do Palácio de Versalhes é narrada na faixa da São Clemente. O samba da Mocidade Independente de Padre Miguel, que tem entre seus compositores Altay Veloso e Paulo César Feital, mistura símbolos do Marrocos (tema da escola) com o Brasil. A canção da União da Ilha do Governador versa sobre Quitembo, inquice do tempo cronológico e mítico da mitologia banto. De volta ao Grupo Especial após dezesseis anos no acesso, a Paraíso do Tuiuti apresenta um samba sobre o movimento tropicalista.
O álbum recebeu críticas mistas. Alguns especialistas avaliaram que a safra de sambas manteve a qualidade do elogiado álbum do ano anterior; enquanto outros apontaram uma queda na qualidade. Os sambas de Mangueira, Mocidade, Portela, Grande Rio e Vila Isabel foram os mais bem avaliados no Desfile das Escolas de Samba de 2017. O samba da Beija-Flor recebeu quase todos os prêmios do carnaval.

## Antecedentes

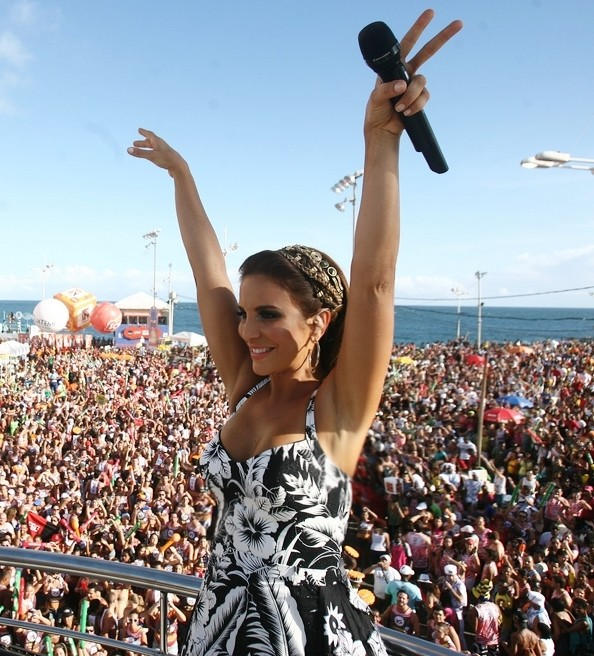
Ivete Sangalo foi escolhida como enredo da Grande Rio.

A Grande Rio foi a primeira escola a definir seu enredo para o carnaval de 2017. No dia 18 de fevereiro de 2016, a escola divulgou em suas redes sociais seu enredo em homenagem à cantora baiana Ivete Sangalo. O enredo, assinado pela professora Helenise Guimarães e pelo carnavalesco Fábio Ricardo (em seu quarto ano na escola), foi inicialmente chamado de "Hoje é Dia de Ivete!". Depois o título foi trocado para "Ivete do rio ao Rio", traçando a trajetória da cantora entre o Rio São Francisco, na Bahia, e a cidade do Rio de Janeiro.
"Quero dizer à comunidade que eu estarei aqui presente. Eu vou acompanhar cada detalhe do nosso desfile. Vai valer a pena cada pedacinho do nosso enredo, pois estou realmente lisonjeada e honrada de fazer parte dessa família Grande Rio. Ano que vem vamos trazer o título inédito para Duque de Caxias."
— Ivete Sangalo, sobre a escolha de ser tema de enredo da Grande Rio.

No final de março de 2016, a Mocidade Independente de Padre Miguel anunciou seu enredo, sobre o Marrocos. A escola manteve o carnavalesco Alexandre Louzada, que desenvolveu, junto com o professor André Luís Junior, o enredo "As Mil e Uma Noites de Uma Mocidade pra lá de Marrakesh". O intérprete Wander Pires retornou à escola. No dia 5 de abril de 2016, a São Clemente divulgou seu enredo por meio de suas redes sociais. Em seu terceiro ano na escola, a carnavalesca Rosa Magalhães assinou o enredo "Onisuáquimalipanse" (Envergonhe-se quem pensar mal disso), sobre a história que culminou na construção do Palácio de Versalhes. A Paraíso do Tuiuti divulgou seu enredo no dia 8 de abril de 2016. A escola venceu a Série A (segunda divisão do carnaval) de 2015, garantido seu retorno ao Grupo Especial, de onde foi rebaixada em 2001. A agremiação manteve o carnavalesco com o qual foi campeã no acesso, Jack Vasconcelos, que desenvolveu o enredo "Carnavaleidoscópio Tropifágico", sobre o movimento tropicalista. No dia 19 de abril (dia do índio) de 2016, a Imperatriz Leopoldinense divulgou seu enredo sobre os povos indígenas da região do Xingu e os 55 anos de fundação do Parque Indígena do Xingu. O enredo "Xingu, o Clamor que Vem da Floresta" foi assinado por Marta Queiroz, Cláudio Vieira e Cahê Rodrigues (em seu quinto carnaval na escola). O enredo foi lançado oficialmente no dia 8 de junho de 2015, num evento realizado no Museu do Índio, em Botafogo. Dirigentes do Museu participaram do trabalho de pesquisa e desenvolvimento do enredo. A Imperatriz dispensou Marquinho Art'samba e promoveu ao posto de intérprete oficial o cantor Arthur Franco, que há três anos integrava o carro de som da escola como apoio.
"Eu sou um apaixonado pela arte indígena. Esse amor nasceu começou no Festival de Parintins, onde eu vou há mais de dez anos, e o desejo de falar do Xingu amadureceu de fato há três anos, em conversas com pesquisadores e antropólogos. Atualmente o Brasil e o mundo vivem uma grande desordem, com essa falta de respeito, falta de amor, falta de cuidado com o outro. E quando a gente pensa na cultura indígena, vê um povo preocupado com a natureza e preocupado com a sua própria comunidade. A gente quer valorizar o legado deixado pelos irmãos Villas-Bôas e dar voz aos índios do Xingu. Eu acredito muito na força e na mensagem que o enredo tem."
— Cahê Rodrigues, carnavalesco da Imperatriz, sobre o enredo escolhido.

O Salgueiro divulgou seu enredo no dia 23 de maio de 2016. "A Divina Comédia do Carnaval" foi assinado pelos carnavalescos Renato Lage e Márcia Lage e pelo Departamento Cultural da escola. O enredo faz uma analogia entre a obra Divina Comédia, do escritor italiano Dante Alighieri, e o carnaval carioca. O enredo foi criado pelos carnavalescos para o carnaval de 2015 mas, diante de um patrocínio para falar da comida mineira, foi guardado para outro momento.
"Na obra do Dante (Alighieri), quando ele chega no Paraíso, ele encontra a Santíssima Trindade (Pai, Filho e Espírito Santo) e no livro Pra Tudo Começar na Quinta-feira, do Fábio Fabato e Luiz Antonio Simas, eles se referem a uma 'Santíssima Trindade do Carnaval', formada por Arlindo Rodrigues, Fernando Pamplona e Joãosinho Trinta. Então a gente faz essa brincadeira da correspondência. São três nomes pelos quais o Renato (Lage) tem enorme admiração. Ele se tornou carnavalesco pelas mãos do Pamplona, era um grande amigo do Arlindo Rodrigues e competiu por vários anos com o João. É uma forma de derramar a admiração dele por esses três nomes."
— João Gustavo Melo, membro do Departamento Cultural do Salgueiro.

No dia 29 de maio de 2016, a Portela elegeu Marcos Falcon seu novo presidente. Na semana seguinte, a escola anunciou um enredo autoral de Paulo Barros, sobre os rios. No carnaval de 2016, o carnavalesco se irritou com as críticas sobre o fato da comissão de frente da escola jorrar água, deixando a pista molhada para o casal de mestre-sala e porta-bandeira se apresentar. Não se sabe se o fato influenciou na escolha do enredo de 2017, mas o carnavalesco ironizou o imbróglio: "Se eles acharam que eu joguei água esse ano, agora que eu vou falar de rios, preparem-se para um tsunami na Avenida". Inicialmente, o enredo de 2017 foi chamado de "Foi Um Rio que Passou em Minha Vida e Meu Coração se Deixou Levar", trecho da canção "Foi Um Rio que Passou em Minha Vida" de Paulinho da Viola. A editora musical das escolas de samba enviou uma consulta formal à editora detentora dos direitos sobre a música de Paulinho, mas como não recebeu uma resposta até a finalização do álbum, decidiu trocar o título do enredo para "Quem Nunca Sentiu o Corpo Arrepiar ao Ver Esse Rio Passar", trecho do samba-enredo escolhido pela Portela.
"Será um mergulho poético nas águas doces do nosso planeta. Vamos falar dos aspectos culturais, religiosos e dos costumes de alguns rios, como o São Francisco. Alguns não podem ficar de fora, como o Nilo, que é a representação da própria História. A gente vai terminar o desfile falando da Portela, o rio azul e branco, cantado por Paulinho da Viola. Tínhamos um enredo patrocinado, mas felizmente ou infelizmente, não aconteceu. Pode parecer contraditório porque carnavalesco sempre prefere os autorais, mas um patrocínio atualmente seria bem-vindo."
— Paulo Barros, carnavalesco da Portela, sobre o enredo escolhido.

Em 29 de setembro de 2016, Marcos Falcon foi assassinado em seu comitê de campanha (ele era candidato a vereador) em Madureira. O vice-presidente da Portela, Luiz Carlos Magalhães, assumiu a presidência da escola. Em 17 de junho, a Beija-Flor anunciou seu enredo sobre o romance Iracema, de José de Alencar. A obra de 1865 narra a história de amor entre a índia tabajara Iracema, e o colonizador português Martim. A escola cogitou homenagear Chacrinha, que completaria cem anos em 2017, mas optou pelo tema sugerido pelo carnavalesco Fran Sérgio. O enredo "A Virgem dos Lábios de Mel – Iracema" foi assinado pela comissão de carnaval da escola, formada por Laíla, Fran Sérgio, Bianca Behrends, Victor Santos, André Cezari, Cristiano Bara, Rodrigo Pacheco, Wladimir Morellembaum, Brendo Vieira, Gabriel Mello, Adriane Lins e Léo Mídia. No mesmo dia, a União da Ilha do Governador divulgou em suas redes sociais o seu enredo sobre Quitembo, inquice do tempo cronológico e mítico da mitologia banta. A escola contratou o carnavalesco Severo Luzardo, que estava no Império Serrano, que assinou o enredo "Nzara Ndembu – Glória ao Senhor Tempo" junto com o carnavalesco André Rodrigues. A Unidos da Tijuca também definiu seu enredo no final de junho. "Música na Alma, Inspiração de Uma Nação", sobre a musicalidade estadunidense, foi assinado pela comissão de carnaval da escola, formada por Mauro Quintaes, Annik Salmon, Hélcio Paim e Marcus Paulo. A escola firmou uma parceria de cooperação com o Consulado dos Estados Unidos no Brasil. O carnavalesco Leandro Vieira divulgou seu enredo autoral para a Estação Primeira de Mangueira no dia 2 de julho de 2016, em entrevista à Jorge Perlingeiro no programa Samba de Primeira, da Rádio Globo. "Só com Ajuda do Santo" tem como tema a religiosidade brasileira.
"O enredo que proponho para a Estação Primeira em 2017 faz parte da minha obsessão pessoal com a cultura brasileira. De falar do Brasil, de colocar a cultura e a estética eminentemente brasileira no foco da minha produção artística. Enquanto tema, tem a ver com a forma particular com que o brasileiro lida com a religiosidade. É a religião 'à moda brasileira'. O catolicismo 'moreno'. O santo de casa. A intimidade com a santidade. A prece seguida da promessa. A barganha. A festa para o santo. O santo que é orixá. O sacro e o profano. O canto gregoriano 'remixado' com o ponto de caboclo, boiadeiro e preto-velho. Um retrato 'três por quatro' da devoção brasileira."
— Leandro Vieira, carnavalesco da Mangueira, sobre o enredo escolhido.

A Unidos de Vila Isabel foi a última escola a divulgar seu enredo para o carnaval de 2017. O presidente da escola, Luciano Ferreira, renunciou ao cargo, e o vice, Levi Junior assumiu a presidência. No dia 9 de julho de 2016, a escola anunciou "O Som da Cor", enredo autoral do carnavalesco Alex de Souza sobre a influência africana na música.

## Escolha dos sambas
A Grande Rio foi a primeira escola a definir seu samba para o carnaval de 2017. A final da disputa de samba-enredo da escola foi realizada na madrugada do domingo, dia 4 de setembro de 2016. Das 23 obras inscritas no concurso, quatro chegaram à final. Venceu o samba da parceria formada por Paulo Onça, Kaká, Alan Vasconcelos, Dinho Artigliri, Rubens Gordinho e Marco Moreno. Dinho e Kaká assinam um samba da Grande Rio pela segunda vez, enquanto os demais assinam pela primeira vez uma obra da escola. Homenageada pelo enredo, Ivete Sangalo esteve presente na final, sendo a responsável por anunciar o resultado. A cantora já havia gravado um vídeo cantando o samba vencedor, demonstrando sua preferência pela obra.
"O enredo começa falando da infância da Ivete em Juazeiro e tem um clima muito legal de nordeste, de sertão da Bahia, acredito que esse seja um grande diferencial e ponto forte da música, tanto de letra quanto de melodia, que tem um ritmo que remete ao agreste."
— Rubens Gordinho, um dos compositores do samba da Grande Rio.

Segunda agremiação a escolher seu samba, a Paraíso do Tuiuti realizou a final da sua disputa na madrugada do sábado, dia 24 de setembro de 2016. Das nove obras inscritas no concurso, três chegaram à final. Venceu o samba dos compositores Carlinhos Chirrinha, Rafael Bernini, Luis Caxias, Wellington Onirê, Fernandão e Alexandre Cabeça. A Vila Isabel realizou a final da sua disputa de samba-enredo na madrugada do sábado, dia 8 de outubro de 2016. Das treze obras inscritas no concurso, cinco chegaram à final. O samba composto por Artur das Ferragens, Gustavinho Oliveira, Danilo Garcia, Braguinha, Rafael Zimmermann e Júlio Alves venceu o concurso com oito votos contra seis votos do samba da parceria de Evandro Bocão, André Diniz, Tunico da Vila, Professor Wladimir e Wanderson Pinguim. Com a vitória, Artur das Ferragens assina seu quinto samba na escola.

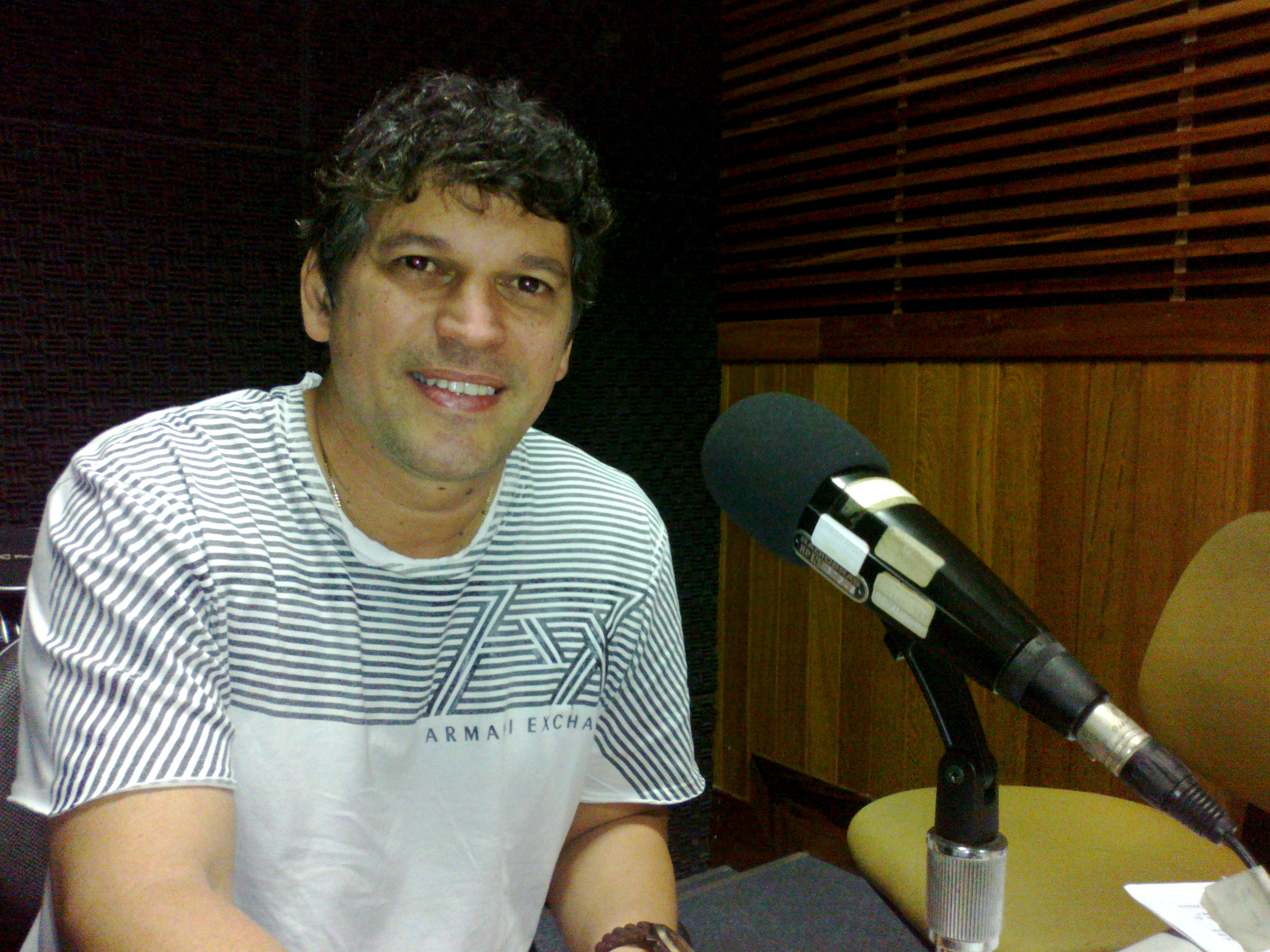
Gusttavo Clarão, um dos compositores do samba da União da Ilha do Governador.

União da Ilha e São Clemente realizaram suas finais de disputa na madrugada do domingo, dia 9 de outubro de 2016. Na União, das dez obras inscritas no concurso, três sambas chegaram à final. Venceu a obra favorita desde o início da disputa, composta por Marinho, Lobo Júnior, Felipe Mussili, Beto Mascarenhas, Dr. Robson, Rony Sena, Marcelão da Ilha, M.M. e Gusttavo Clarão. Sem a sua quadra (em disputa judicial) a São Clemente realizou sua final de disputa na Cidade do Samba, na Gamboa. Das quatorze obras inscritas no concurso, três chegaram a final. Venceu o samba dos compositores Toninho Nascimento, Luiz Carlos Máximo, Anderson Paz, Gustavo Albuquerque, Camilo Jorge e Marcelo SP.

O Salgueiro realizou a final da sua disputa de samba na madrugada da quarta-feira, dia 12 de outubro de 2016, na sua quadra, no Andaraí. Das 24 obras inscritas no concurso, quatro chegaram à final. Venceu o samba dos compositores Marcelo Motta, Fred Camacho, Guinga do Salgueiro, Getúlio Coelho, Ricardo Neves e Francisco Aquino, os mesmos autores do samba de 2016 da escola. Com a vitória, Marcelo Motta assina o samba do Salgueiro pela sexta vez, igualando Djalma Sabiá como o segundo maior compositor da escola, atrás apenas de Bala, que tem onze sambas na agremiação.
"A cada disputa, o nervosismo é o mesmo, sempre como se fosse pela primeira vez. Nosso samba foi o que mais agradou a comunidade. E isso é o mais importante. É o Salgueiro ter um samba abraçado pela comunidade, que seja feliz, alegre."
— Marcelo Motta, pela sexta vez, autor do samba do Salgueiro.

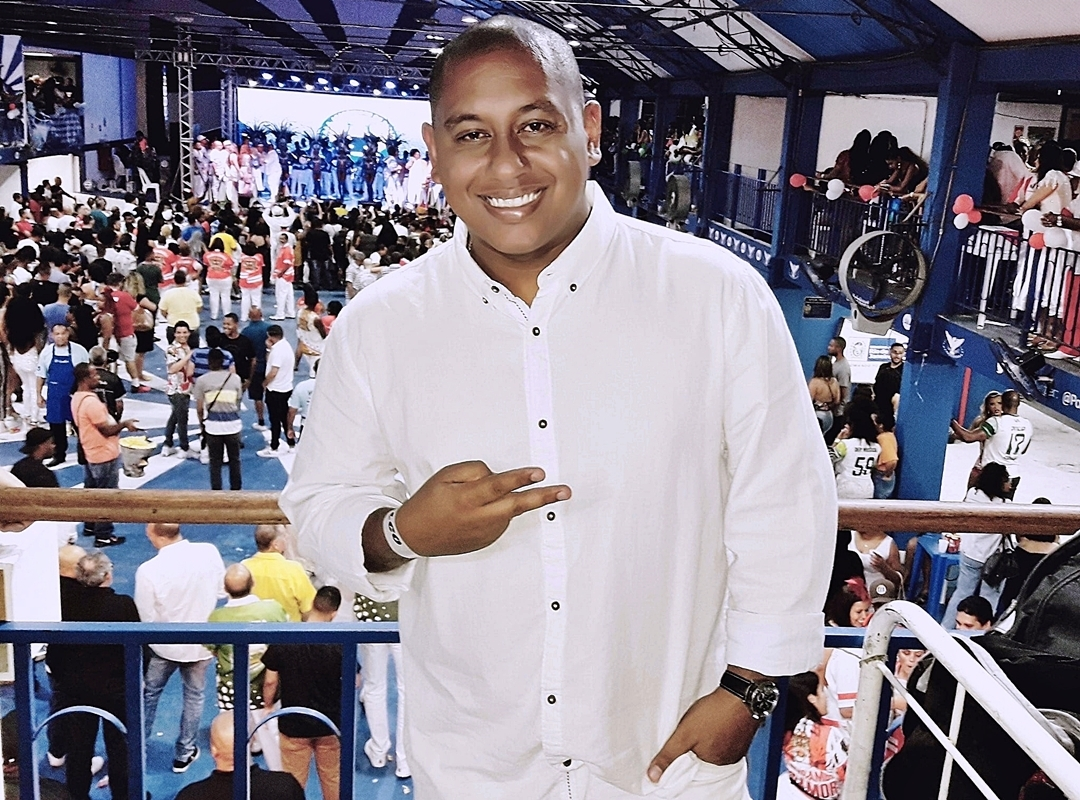
Samir Trindade é um dos compositores do samba da Portela.

A Portela escolheu seu samba na madrugada do sábado, dia 15 de outubro de 2016. Das 29 obras inscritas no concurso, três chegaram á final. A parceria dos compositores Samir Trindade, Elson Ramires, Neizinho do Cavaco, Paulo Lopita 77, Beto Rocha, Girão e J. Sales venceu a disputa recebendo 42 votos contra cinco votos da parceria de Noca da Portela e Diogo Nogueira, e um voto do "Samba dos Crias". Logo após o anúncio do resultado, uma confusão generalizada interrompeu a comemoração dos vencedores. Antes das parcerias se apresentarem, os ânimos das torcidas já estavam exaltados. A diretoria da agremiação chegou a pedir no palco para que todos se respeitassem e que não houvessem brigas. Apesar do tumulto, não houve feridos. No mesmo dia, o presidente da agremiação, Luiz Carlos Magalhães, anunciou que a diretoria da escola analisaria as imagens das gravações para identificar os participantes da briga, e que todos seriam punidos exemplarmente. No dia seguinte à final, a Velha Guarda da Portela anunciou a expulsão de Noca da Portela que, em declarações feitas à imprensa, criticou duramente a diretoria da escola e questionou a lisura do resultado. A escola também decidiu expulsar Vinícius Ferreira da ala de compositores por envolvimento na briga dentro da quadra. Vinícius integrou a parceria de Noca e Diogo Nogueira. Muguinho, que integrava a parceria do "Samba dos Crias", também foi impossibilitado de participar de novas disputas de samba. Vitor Rangel, que integrou a torcida do samba de Noca, foi proibido de realizar qualquer atividade na agremiação.

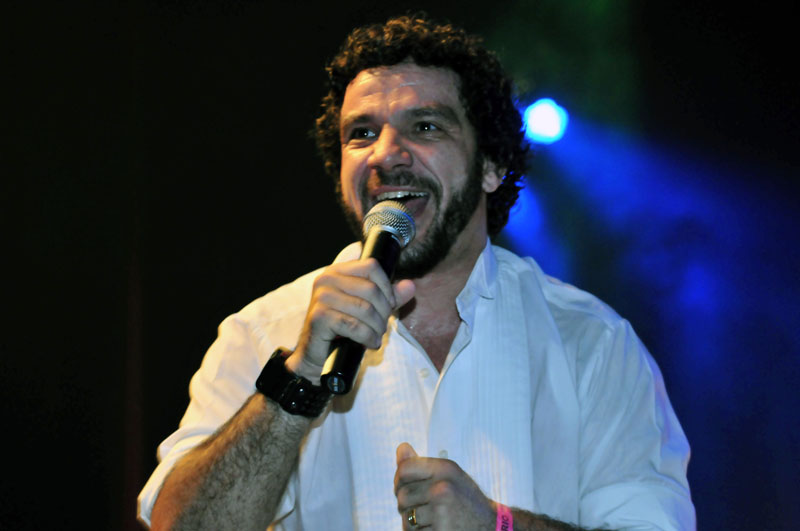
Zé Paulo Sierra, um dos compositores do samba da Mocidade.

Mangueira, Unidos da Tijuca e Mocidade realizaram suas finais de disputa na madrugada do domingo, dia 16 de outubro de 2016. Na Mangueira, o samba dos compositores Lequinho, Júnior Fionda, Flavinho Horta, Gabriel Martins, Gabriel Machado e Igor Leal venceu outras duas parcerias: uma liderada por Nelson Sargento e Arlindo Cruz, e outra por Tantinho da Mangueira. Com a vitória, Lequinho assina seu nono samba na escola; Fionda assina seu oitavo; Igor Leal assina sua quarta obra na Mangueira; Flavinho e Gabriel assinam pela segunda vez um samba na agremiação. Na Unidos da Tijuca, dos sete sambas inscritos no concurso, quatro obras chegaram à final. Venceu o samba preferido da comunidade, composto por Totonho, Fadico, Josemar Manfredini, Dudu e Sérgio Alan. Na Mocidade, dos 29 sambas inscritos no concurso, três obras chegaram à final. Elogiado por público e crítica desde o início da disputa, venceu o samba dos compositores Altay Veloso, Paulo César Feital, Zé Glória, J. Giovanni, Dadinho, Zé Paulo Sierra, Gustavo Soares, Fábio Borges, André Baiacú e Thiago Meiners.
"Eu estou muito feliz. É um momento muito especial para mim. Ganhar em uma grande escola como a Mocidade e poder contribuir para o mundo do samba com um hino como esse, é fantástico."
— Altay Veloso, um dos autores do samba da Mocidade.

Na noite da segunda-feira, dia 17 de outubro de 2016, a Imperatriz realizou a final da sua disputa de samba-enredo, em sua quadra, em Ramos. Das nove obras inscritas no concurso da escola, três chegaram à final. Moisés Santiago, Adriano Ganso, Jorge do Finge e Aldir Senna venceram a disputa da Imperatriz pelo segundo ano seguido. Com a vitória, Adriano, Jorge e Aldir assinam o samba da Imperatriz pela terceira vez; enquanto Moisés assina pela segunda vez uma obra na escola. O samba-enredo recebeu diversas críticas de setores ligados ao agronegócio. Diversas entidades emitiram notas de repúdio à escola. O trecho do samba "Jardim sagrado, o caraíba descobriu / Sangra o coração do meu Brasil / O Belo Monstro rouba as terras dos seus filhos, devora as matas e seca os rios / Tanta riqueza que a cobiça destruiu" foi interpretado como um ataque direto ao agronegócio. A polêmica chegou ao Congresso Nacional, onde o senador Ronaldo Caiado (DEM-GO), da bancada ruralista, propôs a criação de uma comissão temática para discutir o assunto, o que incluiria convocar integrantes da escola e investigar suas fontes de financiamento. Em nota, a Imperatriz negou que seu samba faça qualquer crítica ao agronegócio e explicou que o "Belo Monstro" citado no samba faz referência à Usina Hidrelétrica de Belo Monte. Última escola a definir seu samba enredo para 2017, a Beija-Flor realizou a final da sua disputa na madrugada da sexta-feira, dia 21 de outubro de 2016. A escola recebeu a inscrição de 38 obras, a maior quantidade dentre todos os concursos do grupo. Quatro parcerias chegaram à final, vencendo o samba dos compositores Claudemir, Maurição, Ronaldo Barcellos, Bruno Ribas, Fábio Alemão, Wilson Tatá, Alan Vinicius e Betinho Santos. Todos venceram pela primeira vez na escola. Pela primeira vez, a Beija-Flor liberou que compositores de fora da escola participassem da sua disputa. Integrantes da escola também foram liberados à participar. O mestre-sala Claudinho; o cavaquinhista Betinho Santos; e o violonista Alan Vinicius integraram parcerias finalistas da disputa.
"Nosso samba estava bombando muito nas redes sociais. É um samba fácil, comunicativo. É um samba que vai bombar na Sapucaí também. Nossa ideia foi essa: fazer um samba que se comunicasse com o povo, como os sambas de antigamente."
— Alan Vinicius, um dos autores do samba da Beija-Flor.

## Gravação e lançamento

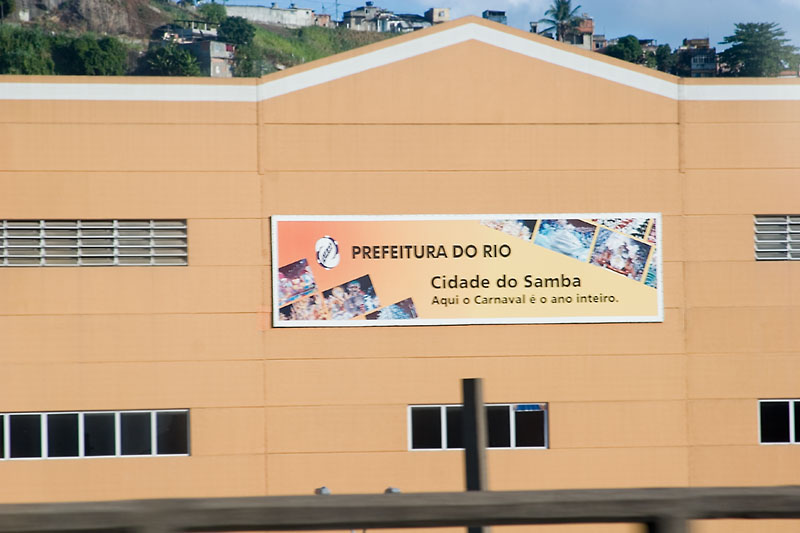
Cidade do Samba, onde foi gravada a parte ao vivo do álbum.

O álbum foi produzido por Laíla e Mário Jorge Bruno, com direção artística de Zacarias Siqueira de Oliveira, e arranjos musicais de Alceu Maia, Jorge Cardoso e Rafael Prates. Na primeira etapa, cada escola levou determinada quantidade de componentes para a gravação do coro do samba e ritmistas para gravarem a base da bateria, ao vivo, num estúdio montado na Cidade do Samba. Na segunda etapa, foram gravadas, na Cia. dos Técnicos Studio, em Copacabana, as bases instrumentais e as vozes dos intérpretes. A Liga Independente das Escolas de Samba (LIESA) promoveu uma festa de lançamento do álbum para 1.800 convidados, na noite da quinta-feira, dia 1 de dezembro de 2016, na Cidade do Samba. Acompanhadas pela bateria da campeã de 2016, Mangueira, cada escola apresentou sua obra com seus respectivos intérpretes, autores dos sambas, casais de mestre-sala e porta-bandeira, diretores e rainhas de bateria. No dia 9 de dezembro de 2016 foi realizada uma segunda festa de lançamento, na quadra do Salgueiro, desta vez, com ingressos vendidos ao público. O evento também contou com a apresentação das doze agremiações e seus segmentos.

## Designvisual

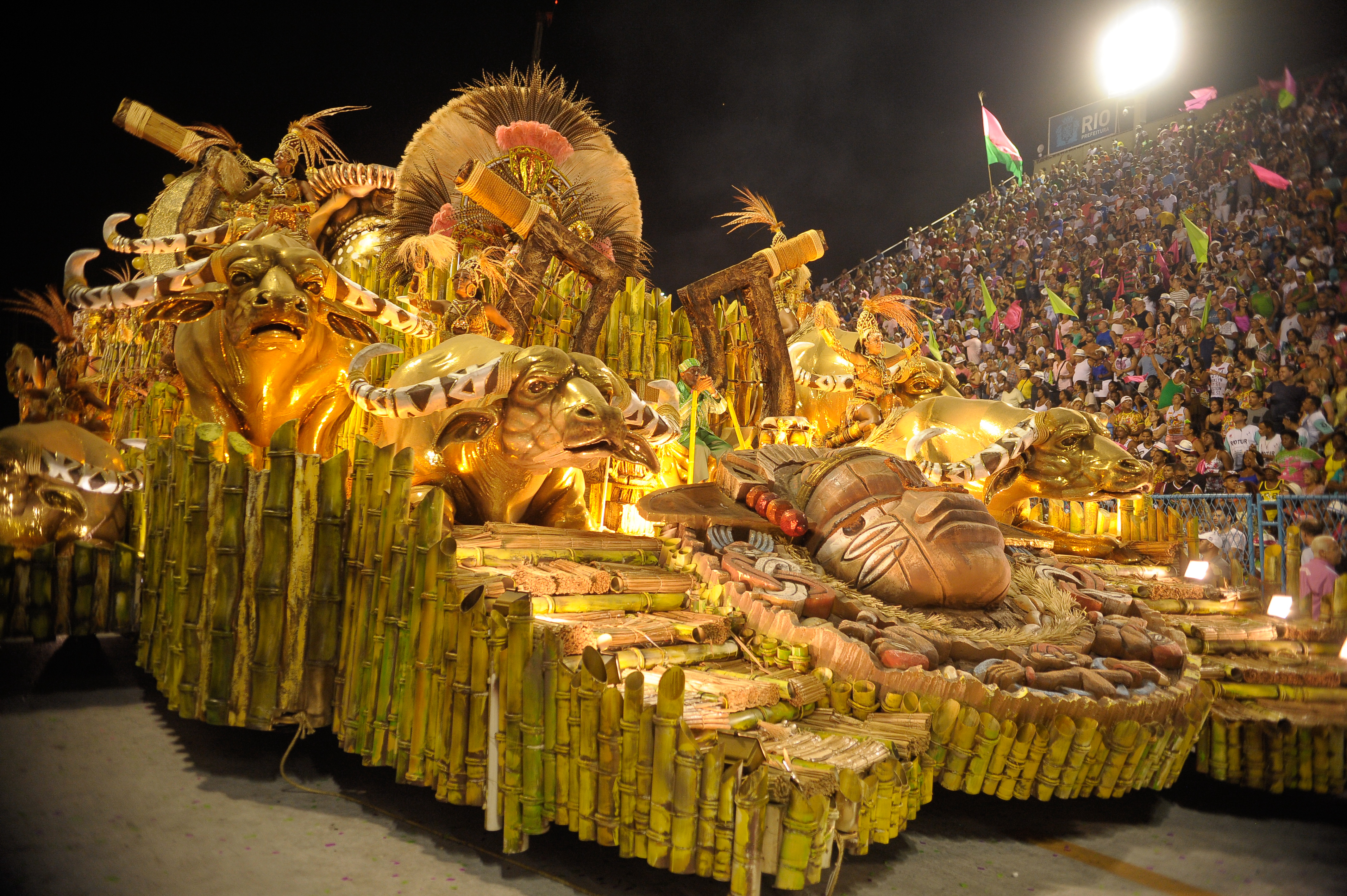
Abre-alas de 2016 da Mangueira, sobre as orixás de cabeça de Maria Bethânia, estampa a capa do álbum.

Tradicionalmente, a capa do álbum e seu design visual remetem à escola campeã do carnaval anterior, enquanto a contracapa remete à vice-campeã. Na capa de Sambas de Enredo 2017 é utilizada uma imagem do fotógrafo Alexandre Vidal com a visão frontal do desfile de 2016 da Mangueira, com destaque para o carro abre-alas, intitulado "Oyá e Oxum - Orixás de Frente". O título do álbum, em letras grandes e maiúsculas, remete às capas dos álbuns dos anos oitenta. A capa também contém a inscrição "Mangueira campeã 2016". Fabio Oliveira é o responsável pela arte.
A contracapa do álbum monstra uma imagem, do fotógrafo Luiz Alvarenga, com parte da terceira alegoria do desfile de 2016 da Unidos da Tijuca, intitulada "Frutos do Solo". Atrás da alegoria, é possível ver a bateria da escola e outras alas à frente da quarta alegoria da escola, intitulada "A Batalha". A imagem contém a inscrição "Unidos da Tijuca vice-campeã 2016" e o nome das escolas que compõem o álbum, com letras nas cores amarelo e azul escuros.

## Faixas
Tradicionalmente, a lista de faixas segue a ordem de classificação do carnaval anterior. A primeira faixa é da campeã de 2016, a Mangueira; a segunda é da vice-campeã, Unidos da Tijuca; e assim por diante. A última faixa é da escola que ascendeu do grupo de acesso, a Paraíso do Tuiuti, campeã da Série A de 2016 e promovida ao Grupo Especial de 2017.
| N.º            | Título                                                                                              | Compositor(es) | Intérpretes e participações                                 | Duração |  |
| 1.             | "Só Com a Ajuda do Santo" (Estação Primeira de Mangueira)                                           | Lequinho, Júnior Fionda, Gabriel Martins, Flavinho Horta, Gabriel Machado, Igor Leal                                                           | Ciganerey (Part.: Milton Gonçalves)                         | 6:05    |  |
| 2.             | "Música na Alma, Inspiração de Uma Nação" (Unidos da Tijuca)                                        | Totonho, Fadico, Josemar Manfredini, Dudu, Sérgio Alan                                                                                         | Tinga                                                       | 6:01    |  |
| 3.             | "Quem Nunca Sentiu o Corpo Arrepiar ao Ver Esse Rio Passar..." (Portela)                            | Samir Trindade, Elson Ramires, Neizinho do Cavaco, Paulo Lopita 77, Beto Rocha, Girão, J. Sales                                                | Gilsinho                                                    | 5:58    |  |
| 4.             | "A Divina Comédia do Carnaval" (Acadêmicos do Salgueiro)                                            | Marcelo Motta, Fred Camacho, Guinga do Salgueiro, Getúlio Coelho, Ricardo Neves, Francisco Aquino                                              | Serginho do Porto, Leonardo Bessa (Part.: Xande de Pilares) | 4:34    |  |
| 5.             | "Iracema, a Virgem dos Lábios de Mel" (Beija-Flor)                                                  | Claudemir, Maurição, Ronaldo Barcellos, Bruno Ribas, Fábio Alemão, Wilson Tatá, Alan Vinícius, Betinho Santos                                  | Neguinho da Beija-Flor                                      | 7:21    |  |
| 6.             | "Xingu, o Clamor que Vem da Floresta" (Imperatriz Leopoldinense)                                    | Moisés Santiago, Adriano Ganso, Jorge do Finge, Aldir Senna                                                                                    | Arthur Franco                                               | 7:02    |  |
| 7.             | "Ivete do Rio ao Rio" (Acadêmicos do Grande Rio)                                                    | Paulo Onça, Kaká, Dinho Artigliri, Rubens Gordinho, Alan Vasconcelos, Marco Moreno                                                             | Emerson Dias (Part.: Ivete Sangalo)                         | 6:08    |  |
| 8.             | "O Som da Cor" (Unidos de Vila Isabel)                                                              | Artur das Ferragens, Gustavinho Oliveira, Danilo Garcia, Braguinha, Rafael Zimmermann, Júlio Alves                                             | Igor Sorriso                                                | 5:50    |  |
| 9.             | "Onisuáquimalipanse" (São Clemente)                                                                 | Toninho Nascimento, Luiz Carlos Máximo, Anderson Paz, Gustavo Albuquerque, Marcelão da Ilha, Camilo Jorge                                      | Leozinho Nunes                                              | 5:02    |  |
| 10.            | "As Mil e Uma Noites de Uma 'Mocidade' Pra Lá de Marrakesh" (Mocidade Independente de Padre Miguel) | Altay Veloso, Paulo César Feital, Zé Glória, J. Giovanni, Dadinho, Zé Paulo Sierra, Fábio Borges, André Baiacu, Gustavo Soares, Thiago Meiners | Wander Pires                                                | 6:05    |  |
| 11.            | "Nzara Ndembu - Glória ao Senhor Tempo" (União da Ilha do Governador)                               | Marinho, Lobo Júnior, Felipe Mussili, Beto Mascarenhas, Dr. Robson, Rony Sena, Marcelão da Ilha, Gusttavo Clarão, M.M.                         | Ito Melodia                                                 | 5:57    |  |
| 12.            | "Carnavaleidoscópio Tropifágico" (Paraíso do Tuiuti)                                                | Carlinhos Chirrinha, Rafael Bernini, Luís Caxias, Wellington Onirê, Fernandão, Alexandre Cabeça                                                | Wantuir                                                     | 5:34    |  |
| Duração total: | Duração total:                                                                                      | Duração total: | Duração total:                                              | 1:11:00 |  |

## Conteúdo musical

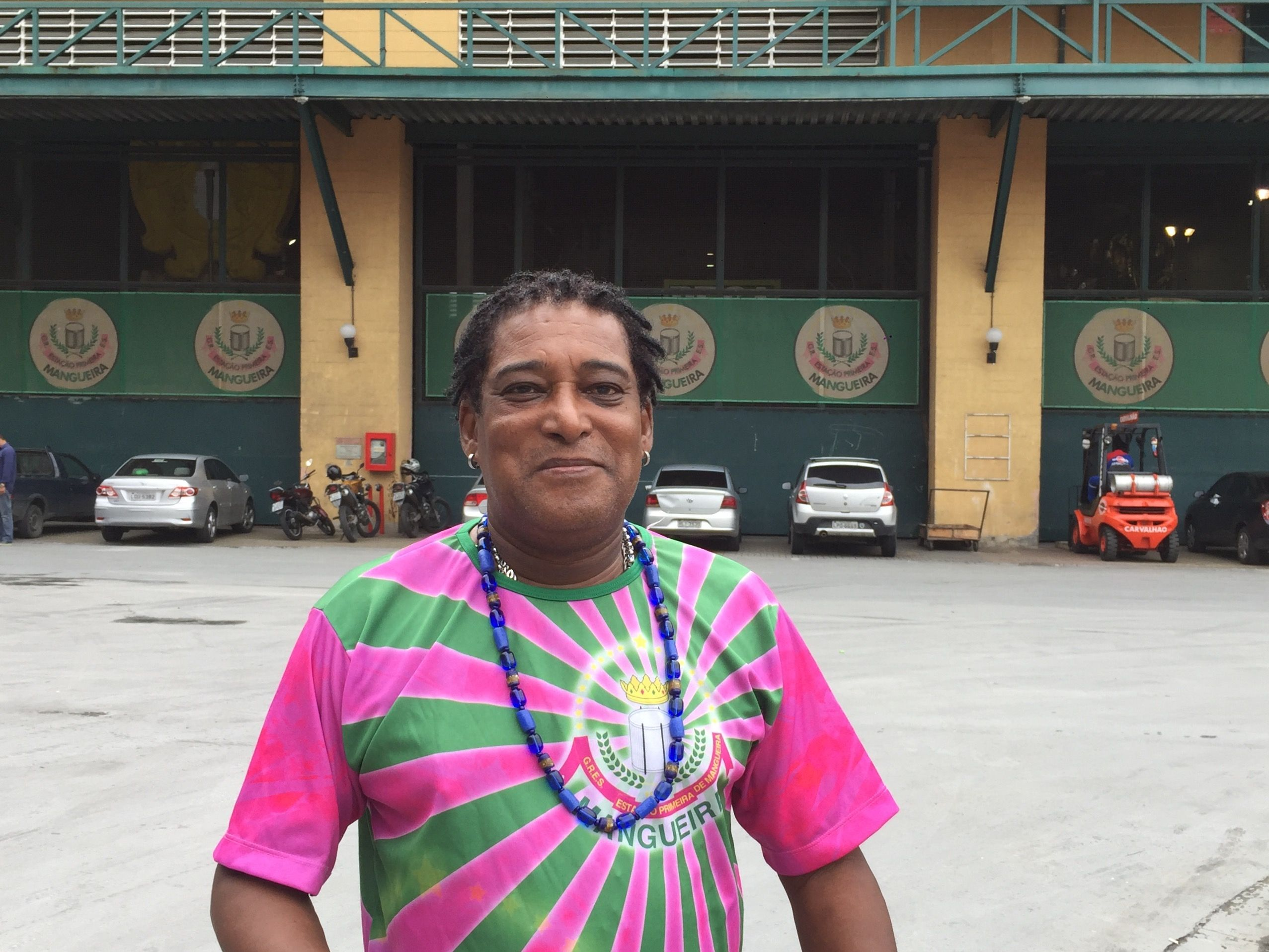
Ciganerey, da Mangueira, interpreta a primeira faixa do álbum, sobre a religiosidade brasileira.

- 1. "Só Com a Ajuda do Santo" (Mangueira)

A faixa de abertura do álbum é da Mangueira, campeã do carnaval de 2016. A faixa, sobre a religiosidade brasileira, abre com uma introdução da bateria da escola, antes do intérprete Ciganerey começar o samba. A letra da obra começa descrevendo um dos ritos praticados antes dos desfiles, o de benzer o pavilhão da escola. Também é citado o costume de bater três vezes na madeira para afastar o azar ("Mangueira eu já benzi minha bandeira / Bati três vezes na madeira / Para a vitória alcançar"). O trecho seguinte cita amuletos religiosos como velas, patuás, figas de guiné e galhos de arruda; além das rezas e pedidos de oração nos altares das igrejas ou nos gongás dos terreiros ("No peito patuá, arruda e guiné / Para provar que o meu povo nunca perde a fé / A vela acesa pro caminho iluminar / Um desejo no altar ou no gongá"). Os versos seguintes fazem referência à festejos religiosos como a Festa do Divino Espírito Santo, os festejos de São João e o carnaval ("Vou festejar com a divina proteção / Num céu de estrelas enfeitado de balão / É verde e rosa o tom da minha devoção / Já virou religião"). O refrão central do samba faz alusão à Nossa Senhora Aparecida, Padre Cícero, Iemanjá e suas denominações ("O manto a proteger mãezinha a me guiar / Valei-me meu 'padim' onde quer que eu vá / Levo oferendas a Rainha do mar / Inaê, marabô, Janaína"). A segunda parte do samba começa fazendo alusão à São Pedro, popularmente ligado às chuvas, e Santo Antônio, conhecido como o santo casamenteiro ("Abriram-se as portas do céu choveu no roçado / Num laço de fita a menina pediu comunhão"); Cosme e Damião ("Bala, cocada e guaraná pro erê"); além de Santa Clara e São Jorge ("Clareia! Tem um guerreiro a me defender"). O trecho seguinte faz referência às religiões afro-brasileiras e seus rituais, o culto ao orixá de devoção e as mandingas ("Firmo o ponto pro meu orixá no terreiro / Pelas matas eu vou me cercar mandingueiro / Mel, marafo e abô / Só com a ajuda do santo eu vou confirmar meu valor"). No final do samba, o narrador volta a suplicar pelo sucesso do desfile da escola ("O morro em oração clamando em uma só voz / Sou a Primeira estação.... Rogai por nós"). O refrão principal do samba evoca os tambores da Mangueira e sua ligação com as religiões afro-brasileiras, explicitada através da menção à Aruanda ("O meu tambor tem axé mangueira / Sou filho de fé do povo de Aruanda / Nascido e criado pra vencer demanda / Batizado no altar do samba"). A faixa é finalizada com com o ator, e torcedor da escola, Milton Gonçalves declamando um texto. O ator também participou da gravação da faixa da escola no álbum de 1988.
- 2. "Música na Alma, Inspiração de Uma Nação" (Unidos da Tijuca)

A faixa da Unidos da Tijuca tem como tema a musicalidade estadunidense. Embora o enredo da escola seja desenvolvido através de um encontro fictício entre Pixinguinha e Louis Armstrong, o samba não deixa isso claro, fazendo apenas um passeio pelos principais gêneros musicais dos Estados Unidos. A faixa abre com o intérprete Tinga cantando o refrão central em ritmo de pagode com acordes de guitarra, como sugere o próprio refrão ("juntou guitarra e pandeiro"). A guitarra ainda é utilizada em outras partes da faixa. Após essa introdução inicial, Tinga dá seu grito de guerra e inicia o samba. A letra da canção faz referência ao spiritual, gênero musical inicialmente interpretado por escravos negros objetivando o fim da escravidão ("Negro dom que acalentava os nossos ancestrais / É muito mais, é liberdade à luz da inspiração"); ao jazz e às viagens à barco sobre o Rio Mississippi com músicos tocando jazz ("Viaje na barca das canções / Um jazz embalando os corações / Num sopro a saudade"); e ao country ("a moda country se eternizou / E o meu Borel americanizou"). O refrão central do samba faz alusão ao soul e cita a bateria da escola, apelidada de Pura Cadência ("Chega, my brother... vem ver / A batucada é de enlouquecer / Pura cadência de bambas juntou guitarra e pandeiro / Tá aí um soul de um jeito brasileiro"). A segunda parte do samba começa lembrando o rock ("Ôôô... o som do rock ecoou / Nas ondas do rádio embalou gerações"). O trecho seguinte lembra a música pop; as trilhas sonoras de filmes; e os musicais, fazendo referência à Mudança de Hábito e Cantando na Chuva ("As baladas do cinema despertam tamanhas emoções / Mudando de hábito, o pop é samba / Deixa chover que hoje eu vou cantar / Sou eu da nação tijucana mais um pop star"). No final do samba, o narrador celebra a música estadunidense como se estivesse conversando com alguém do país norte-americano ("A musicalidade desse seu país / Virou paixão universal / Nessa Avenida, rege o enredo do meu carnaval").
- 3. "Quem Nunca Sentiu o Corpo Arrepiar ao Ver Esse Rio Passar..." (Portela)

A faixa da Portela tem como tema os rios, fazendo uma analogia à própria Portela, referida por Paulinho da Viola como um rio em sua canção "Foi Um Rio que Passou em Minha Vida". A letra do samba começa com o narrador convidando os ouvintes a conhecer a Portela ("Vem conhecer esse amor a levar corações através dos carnavais / Vem beber dessa fonte onde nascem poemas em mananciais"). As cores da escola e seus fundadores Paulo da Portela, Antônio Caetano e Antônio Rufino dos Reis, são mencionados no trecho seguinte ("Reluz o seu manto azul e branco / Mais lindo que o céu e o mar / Semente, de Paulo, Caetano e Rufino / Segue seu destino e vai desaguar"). O primeiro refrão da obra segue fazendo referência à símbolos ligados aos rios, como a lenda do boto e da Iara; e à história da escola de samba, lembrando mais uma personalidade importante na história da Portela, o compositor Candeia ("A canoa vai chegar na aldeia / Alumia meu caminho, Candeia / Onde mora o mistério tem sedução / Mitos e lendas do ribeirão"). No trecho seguinte são lembrados poeticamente o Rio Doce, atingido pelo rompimento da barragem de Mariana em 2015; e o blues, estilo musical surgido a partir dos lamentos de escravos às margens do Rio Mississipi ("Cantam pastoras e lavadeiras pra esquecer a dor / Tristeza foi embora, a correnteza levou / Já não dá mais pra voltar / ô, Iaiá / Deixa o pranto curar / ô, Iaiá / Vai, inspiração, voa em liberdade / Pelas curvas da saudade"). O verso seguinte é uma exaltação à madrinha da Portela, Oxum, orixá ligada às águas doces ("Oh, Mamãe, ora yê yê ô, vem me banhar de axé, ora yê yê ô"). O segundo refrão faz referência à Clara Nunes, apelidada de sabiá ("É água de benzer, água pra clarear / Onde canta um sabiá"). O trecho seguinte saúda a Velha Guarda da Portela, os bairros ligados à escola, e a Santa Nossa Senhora de Aparecida, cuja imagem foi encontrada no Rio Paraíba do Sul ("Salve a Velha Guarda, os frutos da jaqueira / Oswaldo Cruz e Madureira / Navega a barqueata, aos pés da Santa em louvação / Para mostrar que na Portela o samba é religião"). O refrão principal do samba faz referência à canção "Vem pra Portela", de Candeia ("O perfume da flor é seu / Um olhar marejou, sou eu / Quem nunca sentiu o corpo arrepiar / Ao ver esse rio passar"). A faixa é encerrada com o intérprete Gilsinho homenageando o falecido presidente portelense, Marcos Falcon.
- 4. "A Divina Comédia do Carnaval" (Salgueiro)

A faixa do Salgueiro é a de menor duração do álbum e a única com menos de cinco minutos de duração. É interpretada por Serginho do Porto e Leonardo Bessa. Xande de Pilares faz uma participação menor do que nos álbuns anteriores da franquia. Em alguns momentos é possível ouvir cacos do cantor, além do seu grito de guerra, que abre a faixa. O samba mistura elementos do carnaval carioca com a obra "Divina Comédia". A letra do samba é narrada por Dante, protagonista da história de Dante Alighieri. No samba, Dante se apresenta como um "poeta delirante", imerso num devaneio ("Vou embarcar em ilusões / À loucura me entregar / Prazer... Ô, prazer... Sou poeta delirante, o amante"). Folião, Dante "se joga" no carnaval carioca, fazendo uma analogia com o inferno ("Na profana liberdade / Devoto da infernal felicidade / Quero o gostoso veneno do beijo / Saciar o meu desejo / Me embriagar / Nos braços da folia me jogar"). No único refrão do samba, o narrador encontra outros pecadores no purgatório ("Vou me perder pra te encontrar / Enlouquecer, morrer de amar! / Pra que juízo, amor? A noite é nossa... / Do jeito que o pecado gosta!"). A segunda parte do samba começa com Dante purificando sua alma ao chegar no paraíso ("Sinto minh’alma se purificar / Vislumbrar... / O Paraíso, no firmamento / Três 'com sagrados' talentos"). Os três consagrados talentos que Dante encontra no paraíso são os carnavalescos Fernando Pamplona, Arlindo Rodrigues e Joãosinho Trinta, uma brincadeira com a santíssima trindade da "Divina Comédia". O verso seguinte ("Vê, estão voltando as flores...") faz referência à uma antiga marcha-rancho do carnaval, uma vez que, no enredo da escola, o paraíso é ligado aos ranchos carnavalescos. O narrador chega ao empíreo o lugar no mais alto do paraíso que, no samba, é ligado ao Orum da mitologia iorubá ("Lá, onde ressoam tambores / Toca, batuqueiro, dobre o rum / Aos presentes de Orum...").
- 5. "Iracema, a Virgem dos Lábios de Mel" (Beija-Flor)

A faixa da Beija-Flor é a de maior duração do álbum, chegando a quase sete minutos e meio. O samba é interpretado por Neguinho da Beija-Flor e tem como tema a obra "Iracema", de José de Alencar. A letra da obra começa fazendo referência ao personagem Araquém, pajé da tribo Tabajara e pai de Iracema ("Araquém bateu no chão / A aldeia toda estremeceu"). Chefe dos guerreiros tabajaras e apaixonado por Iracema, Irapuã se enfurece quando descobre o envolvimento amoroso da amada com o guerreiro português Martim ("O ódio de Irapuã / Quando a virgem de Tupã se encantou com o europeu"). O trecho seguinte faz referência à cerimônia em que os indígenas consomem o ajucá, uma bebida produzida pelas folhas da árvore jurema, poção da qual Iracema era a guardiã ("Nessa casa de caboclo hoje é dia de Ajucá"). O romance entre Iracema e Martim desencadeia um conflito entre as tribos Tabajara e Pitiguara. Iracema fica grávida de Martim e o filho dos dois é considerado primeiro brasileiro miscigenado e também o primeiro cearense, região onde se passa a história ("Duas tribos em conflito / De um romance tão bonito começou meu Ceará"). O primeiro refrão do samba ("Pega no amerê, areté, anamá") repete o mesmo verso quatro vezes. A expressão não tem um sentido literal, mas pode ser entendido como um ritual de purificação, já que, em tupi-guarani, "amerê" é a fumaça dos incensos; "areté" é um dia festivo; "anamá" é família. A história de Iracema não é narrada de forma linear. Na segunda parte do samba, a letra volta a fazer alusão ao primeiro encontro de Iracema e Martim, quando ela acerta o rosto do português com uma flecha. Após o episódio, Martim é acolhido na aldeia dos Tabajaras ("Bem no coração dessa nossa terra / A menina moça e o homem de guerra / Ele sente a flecha, ela acerta o alvo / Índia na floresta, branco apaixonado Vem pra minha aldeia, Beija-Flor!"). Após Iracema entregar o segredo da jurema para salvar Martim, o português recebe a ajuda da tribo Pitiguara para enfrentar os tabajaras ("Tabajara, Pitiguara bate forte o tambor / Um chamado de guerra, minha tribo chegou"). Iracema engravida de Martim e tem Moacir, na história, o primeiro caboclo brasileiro ("Bate o coração de Moacir / O milagre da vida, me faz um mameluco na Sapucaí"). Martim deixa Iracema grávida e parte em missão com a tribo Pitiguara, retribuindo a ajuda que lhes deram contra os tabajaras. Com a fraqueza pós-gravidez e com saudades do marido, Iracema morre ("Oh! Linda Iracema, morreu de saudade / Mulher brasileira de tanta coragem"). Os versos seguintes ("Um raio de sol, à luz do meu dia / Iluminada nessa minha fantasia") são bisados e fazem referência ao lema do Ceará, de "Terra da Luz". O refrão principal do samba tem oito versos e cita símbolos ligados ao Ceará e adjetivos dados à Iracema na obra de José de Alencar ("A jandaia cantou no alto da palmeira / O nome de Iracema / Lábios de mel, riso mais doce que o jati / Linda demais, cunhã-porã itereí / Vou cantar juremê, juremê, juremê / Vou contar, juremá, juremá / Uma história de amor, meu amor / É o carnaval da Beija-Flor!").
- 6. "Xingu, o Clamor que Vem da Floresta" (Imperatriz Leopoldinense)

A faixa da Imperatriz marca a estreia do intérprete Arthur Franco numa gravação de disco do Grupo Especial. A letra do samba começa fazendo referência à coroa, símbolo da Imperatriz e aos rituais xinguanos, como o Quarup ("Brilhou… A coroa na luz do luar! / Nos troncos, a eternidade, a reza e a magia do pajé / Na aldeia com flautas e maracás / Kuarup é festa, louvor em rituais"). O trecho seguinte descreve a natureza brasileira antes da chegada dos invasores ("Na floresta, harmonia, a vida a brotar / Sinfonia de cores e cantos no ar / O Paraíso fez aqui o seu lugar"). A chegada dos descobridores ao Brasil e a exploração da terra encontrada é lembrada nos versos seguintes ("Jardim sagrado o caraíba descobriu / Sangra o coração do meu Brasil"). O trecho seguinte faz referência à construção da Usina Hidrelétrica de Belo Monte, que ambientalistas apelidaram de "Belo Monstro" por causa das consequências causadas à natureza ("O Belo Monstro rouba as terras dos seus filhos / Devora as matas e seca os rios / Tanta riqueza que a cobiça destruiu"). A seguir, o samba apresenta um "falso refrão", recurso que os compositores vinham adotando nas obras da escola desde 2015. No "falso refrão", o narrador se assume como um indígena ("Sou o filho esquecido do mundo / Minha cor é vermelha de dor / O meu canto é bravo e forte / Mas é hino de paz e amor") e lembra que é o primeiro brasileiro habitante da terra e, portanto, seu dono ("Sou guerreiro imortal, derradeiro / Deste chão o senhor verdadeiro / Semente eu sou, a primeira / Da pura alma brasileira"). A segunda parte do samba começa lembrando o Cacique Raoni Metuktire e os ensinamentos de líderes xinguanos ("Jamais se curvar, lutar e aprender / Escuta, menino, Raoni ensinou"). Os irmãos Villas-Bôas, e outros sertanistas e antropólogos militantes da causa indígena são lembrados no verso ("Lembrar a coragem e o amor dos irmãos / E outros heróis guardiões"). Kararaô seria o nome inicial do projeto de construção da Usina de Belo Monte, em homenagem a uma etnia de mesmo nome. A expressão virou grito de protesto, o que é lembrado no verso seguinte ("Kararaô... Kararaô... / O índio luta pela sua terra / Da Imperatriz vem o seu grito de guerra"). O refrão principal do samba faz referência à preocupação com o futuro do Xingu, evocando a preservação da natureza ("Salve o verde do Xingu, a esperança / A semente do amanhã, herança / O clamor da natureza, a nossa voz vai ecoar... Preservar!").
- 7. "Ivete do Rio ao Rio" (Grande Rio)

A faixa da Grande Rio começa com uma introdução da bateria da escola criada pelo intérprete Emerson Dias e pelo diretor de bateria, Thiago Diogo, momentos antes da gravação do samba. Tema do enredo, Ivete Sangalo participa da gravação. A cantora faz uma introdução interpretando o refrão central do samba. Ivete ainda canta outros trechos da canção junto com Emerson, além de fazer diversos cacos durante a faixa. Com exceção do refrão principal, que está na terceira pessoa gramatical, o restante da letra do samba está em primeira pessoa, como se fosse a própria homenageada narrando. A letra da obra lembra a cidade natal de Ivete, Juazeiro; e o Rio São Francisco, ponto de partida do enredo; e a devoção à Nossa Senhora das Grotas ("Menina baiana do Juazeiro / Saudade mandou um cheiro / Velho Chico... Histórias fez lembrar / Nossa Senhora sempre a me guiar"). Os versos seguintes lembram a infância e adolescência de Ivete no sertão, quando a futura cantora começa a se interessar pela música ("Sol inclemente / Terra seca era o sertão / Adolescente, abraço o violão"). As festas de São João de Juazeiro são lembradas no trecho seguinte ("Forroziei, pulei fogueira, viva São João / Minha família, doce inspiração"). O refrão central do samba retrata a saída de Ivete de Juazeiro para Salvador e faz referência à serpente de olhos de fogo, uma lenda de Juazeiro ("E lá vou eu, pé na estrada / É la vou eu, meu amor / Olhos de fogo da serpente encantada / Iluminavam meu destino a Salvador"). A segunda parte do samba começa lembrando a época em que Ivete passa a se apresentar em bares noturnos, e também faz referência à música "Tempo de Alegria" ("Cantei a noite buscando o que eu queria / Alegria! Alegria!"). Ivete entra em contato com diversas manifestações culturais da musica baiana como os trios elétricos, os afoxés e blocos afro e o Olodum ("Guitarra, frevo, tambores que têm magia / Ê, Bahia! É, Bahia!"). O trecho seguinte lembra o começo da carreira de Ivete, com a Banda Eva, se tornando um dos expoentes do axé, gênero musical que mistura ritmos africanos ("Com a Eva encantei toda cidade / No trio arrastei as multidões / Canto a minha verdade, africanidade / Mistura de emoções"). Os versos seguintes fazem referência ao sucesso nacional e internacional da cantora ("Meu timbau... Virou sucesso internacional / Nos palcos do mundo o estrelato, a consagração"). No final do samba, a narradora agradece a comunidade da escola, sediada em Duque de Caxias, pela homenagem ("Comunidade, povo do gueto, eu sou / Caxias me abraçou"). O refrão principal do samba faz alusão à bateria da escola, chamada de Invocada; à música "Sorte Grande", um dos maiores sucessos na voz de Ivete; e utiliza o termo "axé" em duplo sentido, podendo ser tanto o gênero musical quanto a saudação religiosa ("A Grande Rio vem dar um banho de axé / Salve toda essa gente de fé! / O tambor da Invocada promete / Levanta a poeira, Ivete").
- 8. "O Som da Cor" (Vila Isabel)

A faixa da Vila Isabel tem como tema a musicalidade negra. A faixa tem uma introdução com o final da segunda parte do samba sendo contado em esquema de contracanto (ou pergunta e resposta) entre o intérprete Igor Sorriso e o coral da comunidade da escola. Após essa introdução de cerca de 30 segundos de duração, Igor dá seu grito de guerra e inicia o samba com a bateria completa da escola. A letra do samba começa fazendo referência à percussão e sua origem ancestral ("A minha Vila chegou / Ouça essa voz / A pele arrepia ao som da batida / Força dos meus ancestrais / Herança que fez ressoar o rufar do tambor... Ô, ô, ô"). O trecho a seguir faz alusão à ritmos e gêneros musicais de origem africana como a habanera ("Pra gente dançar assim, feliz / Maracas encontram tamborins"); o reggae ("O reggae celebra mensagens de paz") e o tango ("Oh, minha flor, quero você em meus braços / Bailando no mesmo compasso / Um tango de drama e amor"). O refrão central do samba brinca com o nome do gênero blues e a cor da escola, o azul; além de fazer alusão aos instrumentos de sopro do jazz ("Vila / Azul que dá o tom à minha vida / Um sopro de esperança na avenida / Eu faço um pedido em oração / Ouvi-la pra sempre no meu coração"). O trecho seguinte faz referência ao rock and roll e ao soul ("Um solo de guitarra a embalar / Soul a mais perfeita forma de expressar"). Nos versos seguintes o narrador "anuncia" que o samba vai começar a tratar dos ritmos afro-brasileiros ("Eu vou, eu vou... / Onde fez raiz a tradição nagô / Eu vou, eu vou, foi... / O povo do samba quem me chamou"). Num esquema de contracanto, a letra do samba cita ritmos musicais levados por negros escravizados, da África para o Brasil, como o lundu e o ijexá; e outras manifestações culturais afro-brasileiras como o a Congada e o Afoxé ("Ginga no lundu... Morena / Negro é o rei... É o rei / Toque de ijexá... Afoxé / Pra purificar... Minha fé"). O trecho seguinte homenageia Tia Ciata e as baianas de escolas de samba ("Gira, baiana, deixa a lágrima rolar / Quando no terreiro novamente ecoar"). O refrão principal do samba faz referência ao samba da Vila de 1988, "Kizomba, Festa da Raça". Além do nome Kizomba, o refrão também utiliza o "ô,ô" presente no samba de 1988, além dos termos "Valeu, Zumbi" e "lua de Luanda" ("Ô, ô, Kizomba é a Vila / Firma o batuque no som da cor / Valeu, Zumbi, a lua no céu / É a mesma de Luanda e da Vila Isabel").
- 9. "Onisuáquimalipanse" (São Clemente)

A faixa da São Clemente é interpretada por Leozinho Nunes e tem como tema a construção do Palácio de Versalhes. Os compositores Toninho Nascimento e Luiz Carlos Máximo mantiveram a estrutura de samba com três refrãos que consagrou a dupla na Portela. A letra do samba começa descrevendo o Rei Luís XIV de França e seu apreço por festas e carnaval ("Contam... que o governante de um país / Dançava as noites tão feliz / E brincava mascarado / No zum-zum do carnaval"). Luís participou de um balé em que representava um sol, de onde surgiu seu apelido de "Rei Sol" ("Bailou... como o astro-rei de um poema / Ao final da cena / Houve aclamação geral"). O primeiro refrão do samba faz referência à adoção do sol como emblema do reinado de Luís XIV ("O Sol... a partir desse tal dia / Ganhou a honraria de símbolo geral"). A segunda parte do samba lembra que Nicolas Fouquet, então Superintendente de Finanças do reinado de Luís XIV, construiu o Castelo de Vaux-le-Vicomte com auxílio dos melhores artistas da época. Rei Luís foi convidado para o banquete de inauguração do castelo e ficou encantado com a decoração do local que tinha jardins com gramados de desenhos complexos e lagos com espelhos de água e chafarizes ("Daí então o Ministro do Tesouro / Ergueu a peso de ouro / Um palacete e convidou / O soberano que encantou-se nos jardins / Com a beleza se mirando nas águas do chafariz"). Surpreso o luxo do castelo, Rei Luís descobriu que Fouquet, responsável por cuidar de seu tesouro, teve enriquecimento ilícito ("Foi assim que descobriu nessa festança / Que havia comilança em sua pátria-mãe gentil"). O segundo refrão do samba faz referência à prisão de Fouquet, acusado de construir o palácio com o dinheiro do Rei ("Chega ao fim tanta cobiça / Quem levou não leva mais / Majestade da Justiça / Palavra de rei não volta atrás"). A terceira parte do samba lembra que Rei Luís nomeou outro Superintendente, convidou os artistas que haviam trabalhado no Castelo de Vaux-le-Vicomte e os incumbiu de construir um novo castelo, que seria o Palácio de Versalhes ("Usando a mesma régua e o mesmo traço / Construiu-se outro palácio de imponência sem igual / Ecoam pelos ares de Versalhes / Os acordes de um baile suntuoso e triunfal"). O refrão central do samba faz uma brincadeira com o Rei Sol ("A coroa do Sol vem me coroar / Alumiou, deixa alumiar / Que hoje o rei sou eu / Brilhando com a ginga que o samba me deu"). O nome da São Clemente não é citado no samba, algo incomum no gênero na época.
- 10. "As Mil e Uma Noites de Uma 'Mocidade' Pra Lá de Marrakesh" (Mocidade)

O samba da Mocidade descreve uma viagem imaginária da escola ao Marrocos, fazendo ligações entre o país africano, tema do enredo, e o Brasil. A letra do samba começa com o narrador promovendo um encontro entre Alah (representando o Islamismo, religião oficial do Marrocos) e Xangô (orixá cultuado nas religiões afro-brasileiras): "Fui ao deserto roncar meu tambor / Pra Alah conhecer meu Xangô". No deserto marroquino, aparece a miragem de um halaki, um contador de histórias ("De repente a miragem aparece / Na praça, um senhor, contando histórias de amor / Eu fui pra lá de Marrakesh"). O trecho também faz uso da expressão popular "pra lá de Marrakesh", presente no título do enredo. Além de Marraquexe, outra cidade marroquina citada no samba é El Jadida que, na obra, é comparada com a Zona Oeste carioca, região do Rio de Janeiro onde fica a Mocidade ("Minha Zona Oeste comovida de paixão / És minha El Jadida, meu teatro de ilusão"). Em sua ilusão, o narrador vê Iemanjá no Estreito de Gibraltar ("Tanto assim que o meu olhar / Vê no mar de Gibraltar / Sereia, dama das areias de Iemanjá"). No trecho seguinte, o samba continua relacionando símbolos do Marrocos com o Brasil. Deserto e oásis marroquinos são comparados ao sertão e rincão brasileiros ("Teu deserto, meu sertão / Teu oásis, meu rincão"). Instrumentos musicais, o alaúde, liga ao Marrocos, é relacionado ao ganzá brasileiro ("Vadeia... Mistura alaúde com ganzá"). O "falso refrão" central do samba faz referência à coleção de histórias e contos populares originárias do Médio Oriente e do sul da Ásia As Mil e Uma Noites, citando personagens da história como Aladim e Simbad, e a expressão mágica "Abre-te sésamo", presente na história de Ali Babá e os Quarenta Ladrões ("Abre-te sésamo que o samba ordenou / Mil e uma noites de amor / Põe Aladim no agogô, tantan nas mãos de Simbad / Meu ouvido é de mercador"). A expressão "ouvido de mercador" é utilizada para fazer referência aos mercados populares de Marraquexe, chamados de souks. Na repetição do falso refrão, o narrador compara o Deserto do Saara com a região de comércio no Centro do Rio, popularmente conhecida como Saara ("Abre-te sésamo que o samba ordenou / Mil e uma noites de amor / É o Saara de lá com o Saara de cá / Minha Mocidade chegou"). A Mocidade retorna da viagem ao Marrocos ("Chegou... chegou, de Padre Miguel, a candeia / A caravana de além mar retorna a nossa aldeia") e leva consigo um mensagem de paz, tolerância e união entre os povos ("Ó, meu Brasil, abrace a humanidade / És a pátria-mãe gentil da amizade"). O refrão principal do samba continua a brincadeira de cruzar símbolos do Brasil e de Marrocos. O Cruzeiro do Sul presente na Bandeira Brasileira é visto no "céu" de Sherazade, personagem das Mil e Uma Noites ("Brilha o Cruzeiro do Sul no Oriente de Alah / Céu de Sherazade"). O narrador também cita a comunidade da escola em Vila Vintém, e convida a escola à sonhar com o Marrocos ("Vem pro Marrocos, meu bem / Vem minha Vila Vintém... / Sonha Mocidade").
- 11. "Nzara Ndembu - Glória ao Senhor Tempo" (União da Ilha)

A faixa da União da Ilha tem como tema a mitologia banto. Assim como no álbum de 2016, o intérprete Ito Melodia abre a faixa saudando a bateria da escola e declarando que "o resgate continua", em alusão ao trabalho de Mestre Ciça, que estava resgatando a batida de caixa da agremiação. A faixa da Ilha tem um diferencial em relação às demais do disco: a primeira passada do samba é acompanhada apenas com instrumentos de sustentação. A bateria completa  só entra na segunda passada do samba. A letra do samba começa fazendo referência à Nzambi Mpungu, o criador do universo no candomblé bantu. Diz a mitologia banta, que Nzambi vivia em um palácio com ampulhetas mágicas ("Dos bantos Nzambi, o criador... / Giram ampulhetas da magia"). Nzambi convoca Quitembo, Rei de Angola, para transformá-lo no inquice do tempo ("Salve Rei Kitembo! / Nzara Ndembu em poesia"). Título do enredo da escola, "Nzara Ndembu" é uma saudação do dialeto banto que significa "Glória ao Senhor Tempo", um louvor ao inquice Kitembo. A missão de Kitembo é dar sentido à vida e transformar o universo e a humanidade através dos elementos da natureza. Kitembo rompeu os céus e se fixou na Terra, alcançando a conexão entre os dois mundos: o sobrenatural e o material ("Pra dar sentido à vida, transformar / Numa odisseia rasga o céu, alcança a terra"). Em sua caminhada pela Terra, Kitembo aliou-se à Nzumbarandá, a inquice mais velha, e juntos criaram a Natureza, solicitando que Katendê, divindade ligada às folhas, lançasse sementes que formariam as florestas ("Sagrada é a raiz Nzumbarandá / Katendê, segredos preserva"). O equilíbrio foi maculado com a chegada do meteoro que avermelhou o céu. Foi preciso a ação de Kiamboté Pambu Njila, em forma de caminhos e de movimento, para que os continentes e o nível do mar começassem a se mover ("Avermelhou, Kiamboté nos fez caminhar"). Kiuá Nkosi, o senhor da forja, transformou o instrumento de pedra em metal. Da força do ferro, nasceu a natureza bélica, usada para o bem e para o mal ("Na luta entre o bem e o mal, forjou Kiuá"). O trecho seguinte cita a Kukuana, festa em celebração da fartura e da prosperidade de alimentos ("Senhores sagrados irão celebrar / Kukuana é fartura, natureza a festejar"). O "falso refrão" central do samba cita Ndandalunda, a inquice das águas doces, e os rituais de purificação aquáticos ("Ndandalunda a me banhar / Me banhar / Seiva que brota do chão / Em rituais de purificação"). A repetição do "falso refrão" faz referência às águas salgadas. Kitembo foi ao palácio subaquático, onde encontrou Samba Kalunga, a guardiã dos segredos dos mares profundos, e Nkianda, a dona do mar e de seus peixes abissais ("E no balanço da maré / Da maré / Samba Kalunga nos traz / Rara beleza e peixes abissais"). A segunda parte do samba começa citando Nzazi, a inquice do fogo e do trovão, conhecido como Deus da Justiça ("A chama ardente é fogo / O fogo que queima é paixão / É Nzazi fazendo justiça / Na força de um trovão"). O trecho seguinte remete ao eclipse presenciado por Kitembo ("Quando o sol beijou a lua / Viu no céu inspiração"). Matamba, a inquice dos ventos, foi o amor da vida de Kitembo. Os dois foram juntos para o Reino de Nzambi, região da África onde fica Angola ("Matamba soprou... / O vento levou pra Angola reinar / Plantou o amor... / A árvore da vida é a vida que dá"). O refrão principal do samba faz uso das expressões "girê/girá", retiradas de uma cantiga usada para saudar inquices masculinos; e "macurá dilê", que significa algo como "o tempo que tem início mas não tem fim" ("Êh, é no gire, é no girê / Macurá dilê no girá / É tempo de fé, União / O tambor da Ilha a ecoar").
- 12. "Carnavaleidoscópio Tropifágico" (Paraíso do Tuiuti)

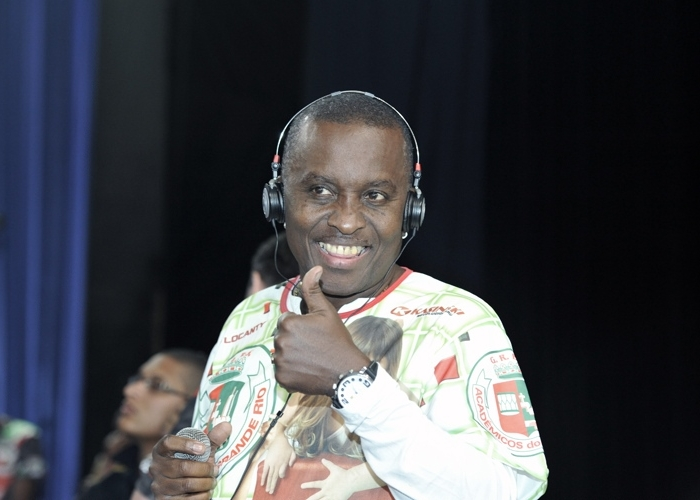
Wantuir interpreta a última faixa do álbum, sobre o Tropicália.

A faixa da Paraíso do Tuiuti tem como tema a tropicália. Os ritmistas da escola abrem a faixa tocando uma introdução e ao final dão o tradicional grito "Supersom da Tuiuti". O intérprete Wantuir dá seu grito de guerra e saúda a bateria da escola, apelidada de Supersom. A letra do samba começa fazendo uma brincadeira com o nome da escola ("É Tropicália, olha ai... Meu Tuiuti / Um Paraíso, não existe nada igual"). O trecho seguinte usa uma expressão portuguesa para fazer alusão à chegada dos navegadores portugueses no Brasil ("Ora pois, pois... Sou tupiniquim"). O versos seguintes fazem referência às belezas naturais do Brasil ("No Pindorama todo dia é Carnaval / Brasil, riqueza da Mãe Natureza / Meu chão, morada da felicidade"); ao poema Marginália II, de Torquato Neto ("Se for pecado... Tô condenado"); e à obra Macunaíma, de Oswald de Andrade ("Macunaíma decorando a arte"). O refrão central do samba faz alusão à Hélio Oiticica e cita uma de suas mais importantes obras, o parangolé, criado a partir do envolvimento do artista com a escola de samba e o Morro da Mangueira ("Coração balançou, muito samba no pé / Lá no morro nasceu nosso parangolé / A revolta se fez, a semente brotou / Quem vestiu coloriu... Por ai se espalhou"). A segunda parte do samba começa fazendo referência ao movimento musical tropicalista, capitaneado pelos baianos Gilberto Gil e Caetano Veloso ("Ê, Bahia... É lindo o movimento musical"). A Tropicália misturava tradições brasileiras com tendências estrangeiras da época ("E segue a massa pra viver essa aventura / Quanta mistura... Intercâmbio cultural"). O samba ainda faz alusão ao Manifesto Antropofágico ("Degustar e consumir foi a opção"); e à Ditadura Militar Brasileira, que através do AI-5, pôs fim à Tropicália ("Tantas flores no jardim / Encarando a opressão"). O refrão principal do samba cita as músicas "Aquele Abraço", uma espécie de "despedida" de Gilberto Gil antes do cantor se exilar da ditadura brasileira; e "Pra não Dizer que não Falei das Flores", também conhecida como "Caminhando", considerada um hino de resistência à ditadura ("Alô, povo brasileiro... Aquele abraço / Caminhando deixo o sonho me levar / A esperança que brilha no meu olhar / É o segredo dessa vida").

## Crítica profissional
| Críticas profissionais | Críticas profissionais |
| Avaliações da crítica  | Avaliações da crítica  |
| Fonte                  | Avaliação              |
| ---------------------- | ---------------------- |
| G1                     | [ 93 ]                 |
| O Globo                | Regular                |
| Extra                  | Favorável              |
| Sambario               | Favorável              |
| Cult Magazine          | Favorável              |

Mauro Ferreira, do G1, criticou negativamente o álbum. Para o jornalista, "na comparação com as já irregulares safras recentes, os doze sambas do Grupo Especial resultam ainda menos inspirados" e "falta uma grande melodia na safra". Mauro elogiou os sambas de Mangueira ("refrão poderoso") e da Beija-Flor ("Letra e melodia se afinam"), e apontou que as obras de Grande Rio e Imperatriz, "mesmo soando medianos no disco, deixam a sensação de que vão crescer na avenida". Ainda segundo o jornalista, o samba da Unidos da Tijuca "é fraco e a letra resulta confusa"; da Portela "está aquém do histórico da escola"; e na faixa da Vila Isabel, "as alusões ao antológico samba-enredo Kizomba – A festa da raça (1988) somente reforçam a sensação de que o samba de 2017 poderia ser mais sedutor". O samba do Salgueiro "não constrange, mas tampouco empolga", assim como o da São Clemente; e as obras de Mocidade, União da Ilha e Paraíso do Tuiuti "mantêm inalterado o quadro dos sambas".
Leonardo Cazes, do jornal O Globo, classificou o álbum como regular, destacando o samba da Mangueira ("chama a atenção pela força do refrão e pela melodia sofisticada. A bateria dialoga com as nuances da música e suas convenções vão bem além das já gastas e onipresentes paradinhas funk"). Para o jornalista, Portela, Beija-Flor, Mocidade e Vila Isabel têm "bons sambas, mas sem brilho". A Portela "manteve o bom nível dos últimos carnavais ao investir no que a escola sabe fazer melhor: cantar a si mesma, sua tradição e suas glórias com uma das mais belas melodias do ano"; enquanto a Beija-Flor "se beneficia por ter o samba com a letra mais bem-acabada do Grupo Especial". Os sambas de São Clemente e Paraíso do Tuiuti, "na quarta-feira de cinzas, carimbarão sua passagem rumo ao esquecimento"; e as obras de Salgueiro, Imperatriz e União da Ilha, "decepcionam e não honram a tradição das agremiações". Cazes avaliou os sambas de Grande Rio e Unidos da Tijuca como os piores do ano.
Para Leonardo Bruno e Ramiro Costa, do jornal Extra, o álbum consolida a década de 2010 "como a melhor, nos últimos 30 anos, nas safras de samba-enredo". Os jornalistas destacaram as obras de Beija-Flor, Mangueira e Vila Isabel ("sambas que podem entrar para a história"). Também foram elogiados os sambas da Mocidade ("trouxe um novo gás para Padre Miguel, com sua melodia sinuosa para falar de Marrocos"); da União da Ilha ("apostou na temática afro para levantar a garra de seus componentes — e nem a sucessão de palavras difíceis em banto parece enfraquecer o canto tricolor"); e da Grande Rio ("o samba alegre e 'feito pra pular' conquistou a simpatia de muita gente"). Foram classificados como medianos os sambas da Portela ("obra que é um hino de amor ao pavilhão azul e branco"); da Imperatriz ("faz sua defesa dos índios com uma canção de melodia forte e letra inspirada"); e da São Clemente ("um samba original para os padrões atuais: não cita em momento algum o nome da agremiação"). Os sambas de Tuiuti, Salgueiro e Unidos da Tijuca foram avaliados como "as obras menos inspiradas do ano".
Marco Maciel, do site especializado Sambario, o álbum segue o estilo adotado desde 2010 ("um tanto barulhento, até poluído algumas vezes, e com os andamentos de algumas baterias exagerados" além do coral que "às vezes abafa o som das percussões"). Sobre a safra, foram destacados os sambas da Mocidade, Beija-Flor, União da Ilha e Portela. A faixa da Mocidade recebeu nota 10: "primeira parte extensa, mas envolvente, um falso refrão central fantástico com variações melódicas incríveis e uma segunda parte curta, que prepara muito bem para o refrão principal". O samba da Beija-Flor ganhou nota 9,9: "um samba nada convencional, de refrão principal de oito versos, mas com levada tão envolvente que não cansa em nenhum momento". A obra da União da Ilha também ganhou 9,9: "é um dos melhores sambas-enredo insulanos dos últimos carnavais, senão do século para a agremiação. Ainda que seja difícil de cantar determinados trechos, devido às muitas expressões e nomes nativos do continente, a força da melodia é louvável". O samba da Portela recebeu nota 9,7: "A letra procura mais exaltar a história portelense e seus baluartes do que se preocupar em descrever setor por setor do texto dos carnavalescos, optando pela solução de enumerar características dos rios e das águas e estabelecer relações destas com a escola". A faixa da Vila Isabel ganhou nota 9,6: "O tema musical proporcionou à Vila um samba valente, muito fácil de cantar e que caiu como uma luva para a voz e o estilo de Igor Sorriso". O samba da Imperatriz recebeu nota 9,5: "O samba tem um dos trechos melódicos mais bonitos do ano, o falso refrão do meio, que também exibe a melhor poesia da obra. Mas o hino acaba exagerando em sua extensão". A obra da São Clemente também recebeu 9,5: "O conjunto melódico é nostálgico e o estilo do samba lembra obras comuns na virada dos anos 70 para os 80. Daí a cadência excessiva no CD, com Leozinho Nunes tendo uma condução correta". O samba da Mangueira ganhou nota 9,4: "A segunda parte é a melhor do samba, onde há ótimas variações melódicas". A faixa do Salgueiro também ganhou 9,4: "é nítida a inspiração do 'malandro batuqueiro' no hino para 2017, que reaparece dobrando o rum, antecipando o falso refrão, que também remete ao samba de 2016: gingado e com rimas semelhantes". A Grande Rio também teve 9,4 de nota: "uma obra de grande apelo, forte e abraçada pela cantora, que entoa o samba-enredo em todos os seus shows". A obra da Paraíso do Tuiuti ganhou nota 8,8: "encerra o CD da forma mais pragmática possível, com um samba morno, descritivo e funcional". O samba da Unidos da Tijuca recebeu a menor nota, 8,7: "Apesar de ser tecnicamente o mais fraco do ano, a faixa é uma das mais agradáveis de se ouvir no disco, não só por mais uma ótima atuação de Tinga, mas também pelo irresistível pagodinho alusivo com o refrão do meio".
A Cult Magazine elogiou o álbum apontando que as "faixas estão menos aceleradas, quase no andamento ideal para se ouvir em casa, como deve ser um CD. Os corais, por vezes altos em outros anos, agora está um pouco mais baixo". A safra de sambas também foi elogiada, com destaque para as obras de Beija-Flor ("melhor samba do carnaval 2017" [...] "se não bastasse uma letra fantástica, ainda temos o privilégio de ouvir o maior intérprete vivo, Neguinho da Beija-Flor"); Vila Isabel ("Letra acima da média que foge de clichês, melodia emocionante"); e Mocidade ("Melodia fora dos padrões e letra impecável"). A análise apontou que a Mangueira apresenta um excelente samba, com "uma das melhores melodias do ano" e destaque para a segunda parte da obra; o samba da Unidos da Tijuca tem "boas sacadas" e o refrão do meio "tem tudo para ser um dos grandes momentos da escola"; a obra da Portela "rompe com a estética batida das obras atuais e mete três refrões, intercalados por outras três estrofes. Gilsinho garante o sucesso da música"; o samba do Salgueiro "promete ser a sensação pré-carnaval com sacadas bem boladas"; o samba da Imperatriz tem "melodia excelente e refrão fortíssimo"; a Grande Rio "é uma das poucas que ainda aposta numa obra funcional, com os pré-requisitos para o sucesso de um desfile: letra encaixa numa melodia que favoreça o canto"; a São Clemente apresenta um bom samba; a obra da União da Ilha tem um "refrão principal que tem tudo para estourar na Avenida"; e o Paraíso do Tuiuti "apostou numa obra que cumpre todos os quesitos que o julgamento pede, principalmente em letra".

## Desempenho comercial

### Vendas
Com menos de dois meses de venda (o álbum foi lançado em meados de novembro), Sambas de Enredo 2017 foi o álbum mais vendido no Brasil em 2016.

### Tabela semanal
Em janeiro de 2017, o álbum atingiu a primeira posição na parada musical da Billboard de álbuns mais vendidos no Brasil.
| Tabela musical            | Melhor posição | Ref.   |
| ------------------------- | -------------- | ------ |
| Brazil Albums (Billboard) | 1              | [ 97 ] |

## Os sambas no carnaval

### Premiações
O samba da Beija-Flor recebeu quase todos os prêmios do carnaval de 2017. Antes do carnaval, a obra da escola também foi eleita a melhor do Grupo Especial pelo júri do jornal O Dia e pelos jurados do site especializado Carnavalesco. Único prêmio escolhido através de voto popular, o Tamborim de Ouro premiou o samba do Salgueiro. Abaixo, os prêmios recebidos por cada samba:
| - "Iracema, a Virgem dos Lábios de Mel" (Beija-Flor) 1. Estandarte de Ouro 2. Estrela do Carnaval 3. Gato de Prata 4. Plumas & Paetês Cultural 5. S@mba-Net 6. Prêmio SRzd | - "A Divina Comédia do Carnaval" (Salgueiro) 1. Tamborim de Ouro - "O Som da Cor" (Vila Isabel) 1. Troféu Sambista |

## Créditos
| Ao processo de elaboração do álbum se atribui os seguintes créditos: - Produtor fonográfico: Editora Musical Escola de Samba LTDA. (Edimusa) - Direção artística: Zacarias Siqueira de Oliveira - Produção: Laíla e Mário Jorge Bruno - Assessoria de produção: Gleide Mota Trancoso - Gravado por: Mário Jorge Bruno e Douglas Silvino "Garrafinha" (Ao vivo na Cidade do Samba, Rio de Janeiro, RJ) - Unidade móvel: Spectacle - Responsável técnico: Dominique Chalhoub - Monitoração: Spectacle - Técnico de monitor: Everton Rocha, Matheus Magalhães, Marcos Antonio Figueira - Assistente técnico de gravação na Cidade do Samba: José Sartori (Magro) - Efeitos no estúdio: José Sartori (Magro) - Gravações adicionais no estúdio: Mário Jorge Bruno e Douglas Silvino "Garrafinha" - Assistentes técnicos de gravação no estúdio: Erick Kallut, Ricardo Richaid e Thomaz Kopanakis - Mixado por: Mário Jorge Bruno - Masterizado por: Ricardo Essucy (Menudo) e Vanius Marques - Assistentes de mixagem: Erick Kallut, Ricardo Richaid e Thomaz Kopanakis - Coordenação de estúdio: Eusa Alves - Revisão: Luiz Augusto (Revendo Texto) - Projeto gráfico: Jefferson Coutinho (Lêka), Alberto Vilar e Leandro Arraes (LA Studio) | - Arte da capa: Fabio Oliveira - Foto da capa: Alexandre Vidal - Foto da contracapa: Luiz Alvarenga - Edição digital: Daniel Alcoforado - Arregimentação das escolas de samba: Zacarias Siqueira de Oliveira - Arregimentação, harmonia e percussão: Flávia Barbosa - Arranjo / regência: Alceu Maia (faixas 3, 4, 7, 8, 9, 12); Jorge Cardoso (faixas 1, 2, 5, 6, 10); Rafael Prates (faixa 11) - Coro: Comunidades de todas as escolas - Diretores de bateria: Vitor Hugo (Mangueira); Casagrande (Tijuca); Nilo Sérgio (Portela); Marcão (Salgueiro); Rodney e Plínio (Beija-Flor); Lolo (Imperatriz); Thiago Diogo (Grande Rio); Wallan Amaral (Vila Isabel); Jeferson Caliquinho e Gil (São Clemente); Dudu (Mocidade); Ciça (União da Ilha); Ricardinho (Paraíso do Tuiuti) Base - Cavaquinho: Rafael Prates e Alceu Maia - Violão de sete cordas: Carlinhos Sete Cordas e Andy Lee - Complementos de harmonia: Marcelo Nami (cavacolão, cavaquinho, violão de aço, violão de nylon; violão de 12 cordas, violão, viola, guitarra); Alceu Maia, Victor Nascimento (Cavaquinho); Betinho, Rafael Prates (cavaco); Ivan Machado (baixo); Matheus Baraçal (guitarra); Antonio Guerra (sanfona); Nélio Jr. (teclado) - Complementos de percussão: Esguleba (pandeiro, tantã, cuíca, tamborim); Jéssica Araújo, João Paulo Araújo (atabaque); Binho Percussão (outros complementos de percussão) - Complementos de sopro: Gilson Santos (trompete); Fabiano Segalote (trombone); Dirceu Leite (flauta) |